# Porva, Veszprém
Porva  este un sat în districtul Zirc, județul Veszprém, Ungaria, având o populație de 453 de locuitori (2011). 

## Demografie
Componența etnică a satului Porva
     Maghiari (75,05%)
     Germani (22,67%)
     Romi (2,29%)
Componența confesională a satului Porva
     Romano-catolici (63,58%)
     Fără religie (5,08%)
     Reformați (3,09%)
     Luterani (1,32%)
     Necunoscută (26,05%)
     Atei (0,88%)
     Alte religii (0,66%)
Conform recensământului din 2011, satul Porva avea 453 de locuitori. Din punct de vedere etnic, majoritatea locuitorilor (75,05%) erau maghiari, existând și minorități de germani (22,67%) și romi (2,29%).  Din punct de vedere confesional, majoritatea locuitorilor (63,58%) erau romano-catolici, existând și minorități de persoane fără religie (5,08%), reformați (3,09%) și luterani (1,32%). Pentru 26,05% din locuitori nu este cunoscută apartenența confesională.